# Kasgar (település)

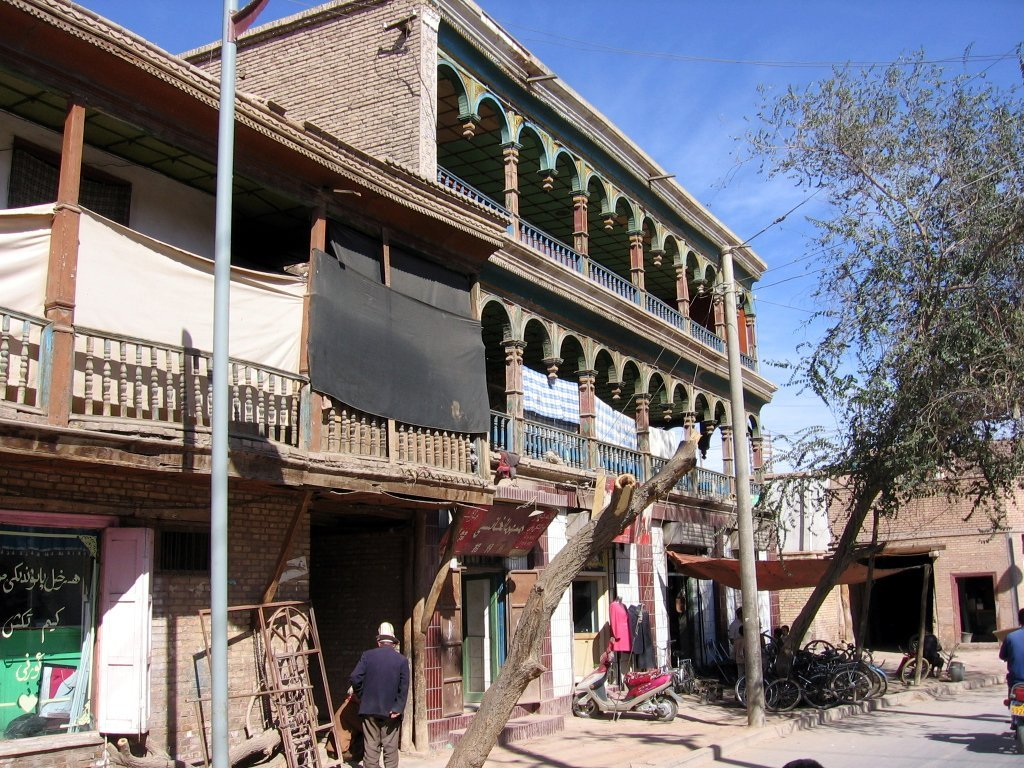
Kasgar óvárosa

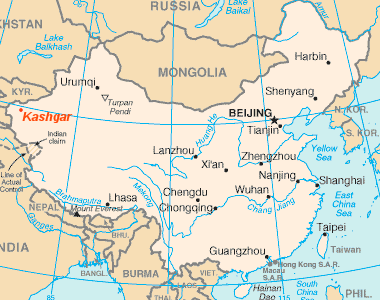

Kasgar város Kínában, Hszincsiangban. A Tarim-medence szélén kb. 1300 m tengerszint feletti magasságon fekszik. Kasgar tartomány székhelye, többségében ujgurok lakják. Az oázisváros a Takla-Makán körül futó északi és déli selyemút fontos találkozási pontja volt egykor. Kasgar őrzi hagyományait, egész Közép-Ázsiában híresek vasárnapi vásárai, ahová Kazahsztánból, Tádzsikisztánból, Kirgizisztánból, Afganisztánból, Pakisztánból és Indiából érkeznek kereskedők.
Kasgárból indul a Karakorumon át vezető autóút, ami Iszlámábádig vezet. Innen visz út Biskekbe is a Torugart-hágón át.
Marco Polo is járt 1273 körül Kasgárban (Kaskarnak nevezte), és arról számolt be, hogy Nesztoriosz nagyszámú követője élt a városban. Lakosainak száma 782 662 fő (2020).

## Népesség
| 2010 | 506 640 |
| 2020 | 782 662 |

## Fordítás
- Ez a szócikk részben vagy egészben  a   Kaxgar (Stadt) című német Wikipédia-szócikk fordításán alapul.  Az eredeti cikk szerkesztőit annak laptörténete sorolja fel. Ez a jelzés csupán a megfogalmazás eredetét és a szerzői jogokat jelzi, nem szolgál a cikkben szereplő információk forrásmegjelöléseként.